# Tsurezuregusa
Tsurezuregusa (徒然草, つれづれぐさ), eller i sina engelska översättningar Essays in Idleness, är en samling japanska essäer som skrevs av buddhistmunken Yoshida Kenkō mellan 1330 och  1332. Verket anses allmänt vara en klenod i den medeltida japanska litteraturen och en av de tre representativa arbetena i zuihitsu genren, tillsammans med Kuddboken (枕草子, Makura no Sōshi) och Hōjōki (方丈記). 

## Innehåll
Tsurezuregusa består av en inledning och 243 strofer (段, dan), varierar i längd från en enda rad till några sidor. Eftersom Kenkō var en Buddhist munk, rör sig texterna kring buddhistiska sanningar och teman som  död och förgänglighet dominerar arbetet. Det innehåller likväl avsnitt som ägnas naturens skönhet och diverse putslustiga incidenter.  Originalverket var varken indelat eller numrerat; uppdelningen kan spåras bakåt till 1600-talet. 
Arbetet har fått sitt namn från passagen på dess försättsblad:
つれづれなるまゝに、日暮らし、硯にむかひて、心にうつりゆくよしなし事を、そこはかとなく書きつくれば、あやしうこそものぐるほしけれ。
Tsurezurenaru mama ni, hikurashi, suzuri ni mukaite, kokoro ni utsuriyuku yoshinashigoto o, sokowakatonaku kakitsukureba, ayashū koso monoguruoshikere.
I översättning:
Vilken egendomlig, vansinnig känsla det ger mig, när jag inser att jag har tillbringat hela dagar framför denna rivsten, med inget bättre för mig, än att på måfå fästa ned vad orimliga tankar som råkar ha flyttat in i mitt sinne.
där つれづれ (tsurezure) betyder "sysslolöshet".